# كايل وتون
كايل وتون (بالإنجليزية: Kyle Wootton)‏ (11 أكتوبر 1996 في المملكة المتحدة - ) هو لاعب كرة قدم بريطاني في مركز الهجوم. لعب مع سكونثورب يونايتد ولينكولن سيتي أف سي.

## وصلات خارجية
- كايل وتون على موقع قاعدة بيانات كرة القدم.إي يو (الإنجليزية)
- كايل وتون على موقع Soccerbase.com (لاعب) (الإنجليزية)
- كايل وتون على موقع Soccerway.com (الإنجليزية)